# Rim-Sin-Szala-basztaszu
Rim-Sin-Szala-basztaszu (akad. Rīm-Sîn-Šala-bāštašu, w transliteracji z pisma klinowego zapisywane dri-im-dEN.ZU-dša-la-ba-aš-ta-šu) – mezopotamska królowa, jedna z małżonek króla Rim-Sina I (ok. 1822-1763 p.n.e.) z Larsy. Zachowała się jej inskrypcja wotywna upamiętniająca wykonanie i poświęcenie kamiennego naczynia kultowego na wodę, które stanąć miało w bramie wiodącej na wielki dziedziniec E-meurur, świątyni Inany w Larsie. W inskrypcji tej Rim-Sin-Szala-basztaszu nazywa siebie „ukochaną małżonką Rim-Sina, córką Sin-magira, pokorną kobietą, ozdobą godną władzy królewskiej”. Samo naczynie dedykowane jest w inskrypcji bogini Inanie za życie Rim-Sina, Rim-Sin-Szala-basztaszu i ich córki Lirisz-gamlum.